# Irenomys tarsalis
La rata arborícola chilena (Irenomys tarsalis), también llamada rata arbórea (en Chile) o colilargo oreja negra (en Argentina), es una especie de roedor miomorfo de la familia de los cricétidos. Se encuentra en Argentina y Chile.